# Stenosophrops fuscicollis
Stenosophrops fuscicollis är en skalbaggsart som beskrevs av Shuhei Nomura 1977. Stenosophrops fuscicollis ingår i släktet Stenosophrops och familjen Melolonthidae. Inga underarter finns listade i Catalogue of Life.